# Маковиця (гора)
Ма́ковиця — вершина в Українських Карпатах. Розташована в центральній частині однойменного хребта Маковиці (частина Вулканічного хребта), на межі Перечинського та Ужгородського районів Закарпатської області. 
Висота 978 м. Маковиця — одна з найвищих (після Бужори) вершин Вулканічного хребта. Північні та північно-західні схили круті, південні — більш пологі. Вкрита майже суцільними лісами (дуб, граб, бук). Як домішки трапляються дика яблуня, груша й черешня. Багатий трав'яний покрив. Деякі рослини занесені до Червоної книги України. 
На північний захід від Маковиці розташований хребет Липова Скеля, на північний схід — гора Закружі (688 м), на півдні — долина річки Старої (притока Латориці). 
Найближчі населені пункти: с. Тур'ї Ремети, с. Раково, с. Анталовці.